# 威廉·马丁
威廉·马丁（法語：William Martin，1828年10月25日—1905年2月25日），法国男子帆船运动员。他曾代表法国参加1900年夏季奥林匹克运动会帆船比赛，获得一枚银牌和一枚铜牌。他于1905年在巴黎去世。